# K-6 (misil)
K-6 es un  misil balístico lanzado desde submarinos desarrollado por la Organización de Investigación y Desarrollo de Defensa (DRDO) de la India. El misil balístico intercontinental tiene un alcance previsto de entre 10.000 y 12.000 kilómetros.

## Requisito
El almirante Arun Prakash escribió en 2018 que el alcance de los misiles de los submarinos de la clase Arihant no es suficiente para apuntar a posibles adversarios de la India. Para esta tarea se necesitaría un misil con un alcance de entre 6.000 y 8.000 kilómetros, que sería realizado por un submarino que patrullara en un "refugio seguro".
Cuando se dieron cuenta de las limitaciones de carga útil de misiles de la clase Arihant, India comenzó a desarrollar la clase de submarinos S5 y los misiles balísticos K-6. El trabajo de desarrollo de estos misiles comenzó en febrero de 2017 en el Laboratorio de Sistemas Navales Avanzados de DRDO, con un objetivo de finalización de menos de diez años.

## Descripción
El K-6 es un misil balístico intercontinental lanzado desde submarino. Es un misil de tres etapas y de combustible sólido. Está previsto que esté armado con vehículos de reentrada múltiples con objetivos independientes y tendrá un alcance de entre 8.000 y 12.000 kilómetros con una carga útil de tres toneladas. Tiene una longitud prevista de más de 12 metros y un diámetro de más de 2 metros.

## Desarrollo
El K-6 está siendo desarrollado por el Laboratorio de Sistemas Navales Avanzados de la Organización de Investigación y Desarrollo de Defensa desde 2017. Las pruebas del misil K-5 ayudarán en el desarrollo del K-6.